# Europese kampioenschappen beachvolleybal 2022
De Europese kampioenschappen beachvolleybal 2022 werden van 15 tot en met 21 augustus gehouden in de Duitse stad München als onderdeel van de Europese kampioenschappen 2022. De wedstrijden werden gespeeld op de Königsplatz.

## Opzet
Aan de kampioenschappen deden zowel bij de mannen als de vrouwen 32 tweetallen mee, dus 64 teams en 128 spelers in totaal. De 32 teams per toernooi waren in acht poules van vier verdeeld. Per poule werden er vier wedstrijden gespeeld. De winnaars van de eerste twee wedstrijden speelden om de eerste plaats in de poule en de verliezers om de derde plaats. De groepswinnaars van elke poule gingen direct door naar de achtste finales, terwijl de nummers twee en drie een tussenronde speelden. Vanaf de tussenronde gold een systeem van rechtstreekse uitschakling. Het prijzengeld per toernooi bedroeg €100.000.

## Medailles

### Medaillewinnaars
| Onderdeel | Goud | Goud                                | Zilver | Zilver                         | Brons | Brons                      |
| --------- | ---- | ----------------------------------- | ------ | ------------------------------ | ----- | -------------------------- |
| mannen    | SWE  | David Åhman Jonatan Hellvig         | CZE    | Ondřej Perušič David Schweiner | NOR   | Anders Mol Christian Sørum |
| vrouwen   | LAT  | Anastasija Kravčenoka Tina Graudina | SUI    | Nina Brunner Tanja Hüberli     | NED   | Katja Stam Raïsa Schoon    |

### Medaillespiegel
| Rang   | Land        | Goud | Zilver | Brons | Totaal |
| 1      | Letland     | 1    | 0      | 0     | 1      |
| 1      | Zweden      | 1    | 0      | 0     | 1      |
| 2      | Tsjechië    | 0    | 1      | 0     | 1      |
| 2      | Zwitserland | 0    | 1      | 0     | 1      |
| 3      | Nederland   | 0    | 0      | 1     | 1      |
| 3      | Noorwegen   | 0    | 0      | 1     | 1      |
| Totaal | Totaal      | 2    | 2      | 2     | 6      |